# Novedi (uitgeverij)
Novedi was een Belgische uitgeverij gevestigd in Brussel.
Novedi was gespecialiseerd in het uitgeven van stripboeken en bestond tussen 1981 en 1990. De uitgeverij bediende de Nederlandse en Belgische markt voornamelijk met stripboeken in de Franse of Nederlandse taal. De uitgeverij werd opgericht door Jacques de Kezel na het beëindigen van het stripblad Wham! om de exploitatie van alle betrokken series en titels te kunnen verzekeren en voort te zetten, zodat de lopende contracten met de auteurs niet hoefden te worden opgebroken.

## Stripseries
- Brammetje Bram
- Buck Danny
- Dan Cooper
- De Jeugd van Blueberry
- Jeremiah
- Luitenant Blueberry
- Michel Vaillant
- Mick Tanguy
- Pharaon
- Rahan
- Thaneros, twee delen
- Tony Stark
- Yalek

## Weblinks
- stripschrift
- Novedi